# Pikartská věž v Úštěku
Pikartská věž, která je nejvýraznější stavbou středověkého opevnění města Úštěku v okrese Litoměřice v Ústeckém kraji, je zapsaná jako kulturní památka v Ústředním seznamu nemovitých kulturních památek České republiky. Městské opevnění s Pikartskou věží je součástí městské památkové rezervace Úštěk, vyhlášené 28. července 1980 s účinností od 1. října 1980.

## Historie
Vesnice Úštěk se proměnila ve město v průběhu 14. století, kdy byla v držení pánů z Michalovic z rozrodu Markvarticů. Michalovici byli kvůli dluhům donuceni v roce 1387 zastavit Úštěk Berkům z Dubé, kteří pokračovali ve výstavbě města a jeho opevnění. Dokončili výstavbu úštěckého hradu a vybudovali dvě městské brány, označované jako Česká neboli Západní brána a východní Německá brána.
V  roce 1426 prodali Berkové z Dubé Úštěk husitskému hejtmanovi Václavu Cardovi z Petrovic. Ten udělil městu některá privilegia, například zprostil měšťany roboty a přiznal městu právo mílové. V roce 1428 Úštěk dobylo a zpustošilo vojsko odpůrce husitů Zikmunda z Vartenberka. Václav Carda z Petrovic se poté, co byl propuštěn ze zajetí, snažil město lépe opevnit. Ještě v roce 1428 zde nechal přistavět k městským hradbám mohutnou čtyřpodlažní věž, které se později začalo přezdívat Pikartská.  Jméno věže vzniklo kvůli jejímu staviteli  –  bylo odvozeno od přezdívky pikarti, kterou hanlivě označovali katoličtí obyvatelé Českých zemí husity podle náboženského hnutí, vzniklého v Pikardii a katolickou církví prohlášeného za kacířské.
V roce 1859 byla věž poškozena požárem. Při následné opravě horní čtvrté podlaží již nebylo obnoveno v původní výši. V 19. století byly interiéry věže přestavěny na byty. Věž sloužila k bydlení až do roku 1947. Ve 20. století byla věž rekonstruována v romantizujícím stylu. Sedlová střecha, krytá šindelem, byla obnovena v druhé polovině 20. století. 
V roce 2002 vznikl plán vybudovat v Pikartské věži muzeum starých historických hodin a hracích hodinových strojků. Tento záměr se však nepodařilo uskutečnit, později zde vzniklo úštěcké Muzeum čertů.

## Popis

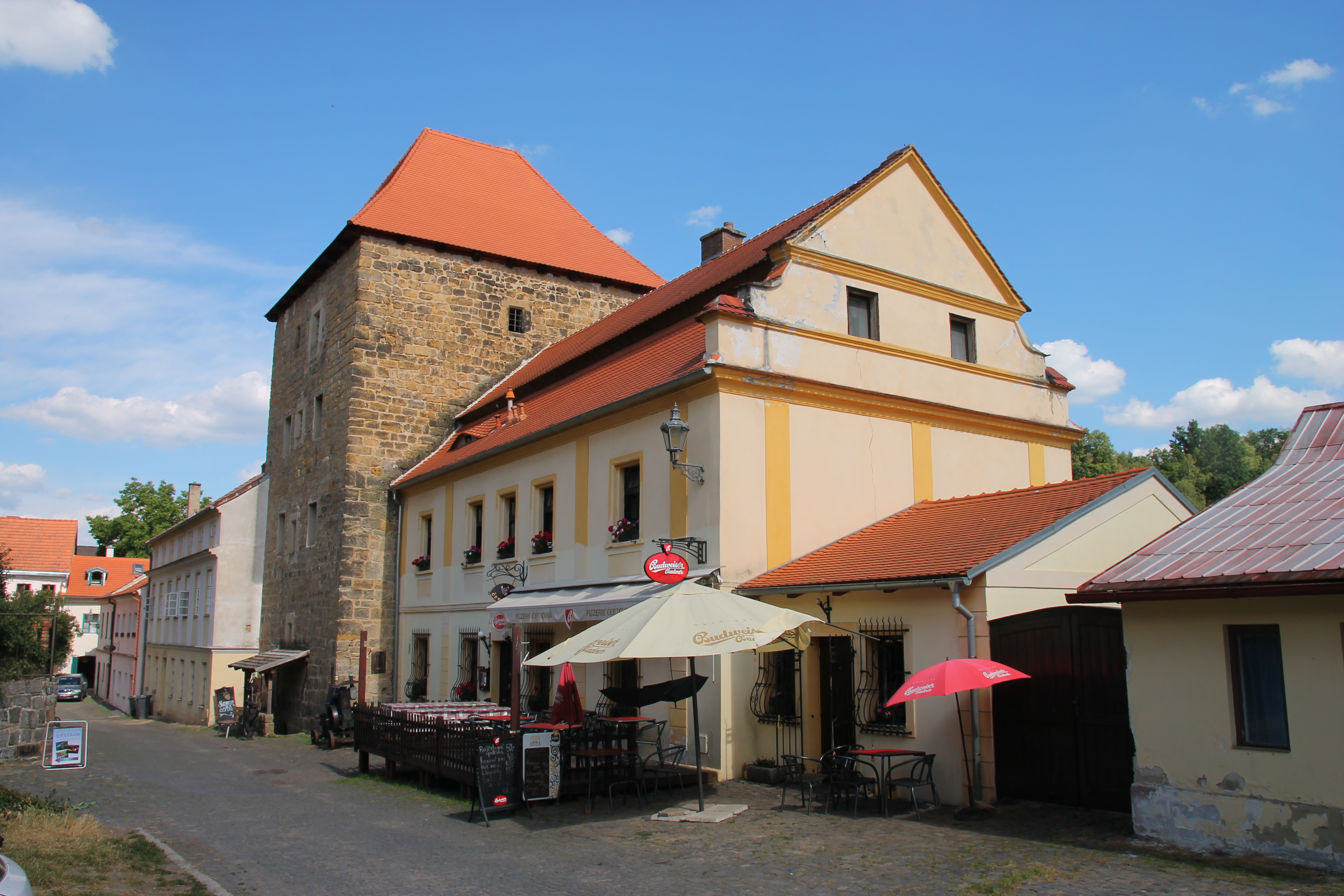
Věž od jihozápadu z ulice Panský dvůr

Mohutná gotická věž byla významnou součástí fortifikačního systému města. Zdivo, široké až dva metry, je z opracovaných pískovcových kvádrů. Střecha je sedlová s valbami, dříve krytá šindelem, později byla krytina vyměněna za tašky. Na fasádě věže jsou patrné tři okenní osy, z nichž dvě jsou výrazně novějšího data, neboť vznikly při přestavbě věže na byty, pouze prostřední okna pocházejí ze středověku. U těchto původních oken, umístěných v hlubokých výklencích, se zachovala středověká sedilia. V průběhu přestaveb v 19. století byla pozměněna i dispozice jednotlivých pater. Během rekonstrukcí v následujícím století byly tyto změny podle možností vráceny opět do původního stavu.
V přízemí a v prvním patře jsou stropy místností ploché, ve druhém poschodí jsou valené klenby. Valené klenby jsou i ve sklepě, u jehož vstupu zůstal zachován původní pískovcový portál s obloukovým záklenkem a okosenými hranami. Schodiště do třetího nadzemního podlaží je vedeno v síle zdi a je rovněž opatřeno kamenným pískovcovým portálkem. V polovině schodiště se zachoval středověký prevét. V přízemí věže se dochovaly kamenné portálky, které kdysi vedly na zeď městského opevnění.